# Linnaemya ambigua
Linnaemya ambigua är en tvåvingeart som beskrevs av Hiroshi Shima 1986. Linnaemya ambigua ingår i släktet Linnaemya och familjen parasitflugor. Inga underarter finns listade i Catalogue of Life.